# Optik
Optik er en gren af fysikken som beskæftiger sig med egenskaberne ved lys og lysets vekselvirkning med stoffet.
I optik arbejdes der ofte med synligt, infrarødt, og ultraviolet lys, men eftersom lys er elektromagnetisk stråling gør de samme fænomener sig gældende for røntgenstråling, mikrobølger, radiobølger og andre former for elektromagnetisk stråling.

## Teorier for optik
Der findes flere teorier, som beskriver optik. Den mest simple, men også mest relevante i dagligdagen, er geometrisk optik, der beskriver lys som stråler, der rejser i lige linjer. Mere generel er bølgeoptik, hvor lys er elektromagnetiske bølger og dermed kan forklare fænomener som interferens og diffraktion. Endnu mere fundamental er kvanteoptik, der er den kvantemekaniske beskrivelse, som er nyttig inden for laserfysik.

## Optiske fænomener
- Diffraktion
  - Fotonisk krystal
- Dispersion
- Interferens
- Polarisering
- Refleksion
- Refraktion

## Optiske apparater
- Diffraktivt gitter
- Laser
- Linse
  - Briller
- Objektiv
  - Zoomobjektiv
- Hullinse
- Prisme
- Spejl

- Wikimedia Commons har flere filer relateret til Optik